# Новоалександровка (Яковлевский район)
Новоалександровка — хутор в Яковлевском районе Белгородской области России.
Входит в состав Быковского сельского поселения.

## География
Расположен на левом берегу реки Ворскла, восточнее села Задельное. На противоположном берегу реки находятся урочища Лапинское и Большой Лог.
Через хутор проходит автомобильная дорога; имеется одна улица: Стрелецкая.

## Население
| 2002 | 2010 |
| ---- | ---- |
| 17   | ↗42  |